# 불펜 포수
불펜 포수는 야구에서 불펜에 대기하여 투수의 투구 연습을 도와주는 포수를 가르키는 단어이다.

## 설명
불펜 포수는 주로 그날 경기에서 선발로 들어가지 않은 포수나 또는 아직 나이가 어려서 주전으로 들어가지 않은 포수나 육성 선수가 전담한다. 주로 선발 투수를 다음으로 등판할 구원 투수와 마무리 투수의 연습 투구를 도와주는 역할을 수행한다. 불펜에서 몸을 푸는 투수들의 공을 받아주면서 투수들의 몸 상태를 점검하고 투수의 멘탈을 관리해주는 역할까지도 수행한다. 각 구단에는 불펜 포수가 각각 2명씩 배치되어 있으며 일반적인 야구 선수들보다 일찍 출근하고 늦게 퇴근하는 힘든 보직이 된다. 또한 불펜 포수 중에는 자신이 속한 야구단에 타자들의 타격 연습을 도와주는 배팅볼 투수의 역할을 겸직하는 경우도 많다.

## 같이 보기
- 불펜
- 포수